# Harry Potter en de Steen der Wijzen (film)
Harry Potter en de Steen der Wijzen (oorspronkelijke titel: Harry Potter and the Philosopher's Stone, in de Verenigde Staten uitgebracht als Harry Potter and the Sorcerer's Stone) is de verfilming van het eerste Harry Potter-boek Harry Potter en de Steen der Wijzen van J.K. Rowling. De film verscheen in 2001.
Een medewerker van Warner Bros. kocht de filmrechten van het boek voor een relatief lage prijs nog voordat de boeken een groot succes werden. De film werd gemaakt in de Leavesden Film Studios. Ook het tweede, derde, vierde, vijfde, zesde, zevende en achtste deel zijn inmiddels al succesvol verfilmd.
De film werd voor drie Oscars genomineerd, voor Beste Kostuums, Beste Muziek en Beste Set-aankleding.

## Verhaal

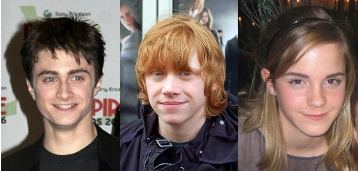
Van links naar rechts: Daniel Radcliffe (Harry Potter), Rupert Grint (Ron Wemel) en Emma Watson (Hermelien Griffel)

De film begint met Albus Perkamentus, Minerva Anderling, twee tovenaars, en Rubeus Hagrid, sleutelbewaarder en jachtopziener, die de jonge Harry Potter voor de deur van het huis leggen waar Harry's enige overgebleven familieleden, de Duffelingen, wonen.
Nu, tien jaar later, wordt Harry overspoeld met postuilen die brieven voor hem schijnen te hebben. Daarom besluit Harry's oom met het gezin te vluchten naar een veraf gelegen huisje, op een stenen eilandje in de zee. Hagrid komt het huisje binnen en vertelt Harry dat hij een heel goede tovenaar is en wordt uitgenodigd om naar school te gaan op Zweinsteins Hogeschool voor Hekserij en Hocus-Pocus, een school voor heksen en tovenaars onder leiding van Perkamentus. De brieven van de postuilen bleken toelatingsbrieven te zijn. Maar zijn oom Herman en tante Petunia staan dit niet toe. Hagrid leidt de familie af door Dirk Duffeling, het neefje van Harry, een varkensstaart te geven met zijn toverstaf. Hierdoor kan Harry ontsnappen. 
Hagrid neemt Harry mee naar de Wegisweg om alles kopen wat hij nodig heeft, zijn boeken, de verplichte kleding, een toverstaf en een toegestaan dier. Ook vertelt Hagrid aan Harry wat er echt met zijn ouders is gebeurd, en waardoor iedereen hem kent. Zijn ouders, Lily Potter en James Potter zijn vermoord door de meest gevreesde tovenaar in de hele magische wereld, Voldemort. Voldemort dwong destijds tovenaren en heksen om lid te worden van zijn terreurgroep (de Dooddoeners). Iedereen die dit weigerde, werd gedood. Zo verging het ook de ouders van Harry, en hetzelfde lot zou ook Harry treffen. Maar om een bepaalde reden lukte dat niet. Sindsdien heeft niemand Voldemort nog gezien en heeft Harry een bliksemvormig litteken op zijn voorhoofd. Harry is daardoor de legendarische 'jongen die bleef leven' en iedereen in de magische wereld kent zijn naam.
Het kasteel waar les wordt gegeven, kan alleen met de Zweinsteinexpres, een magische trein, worden bereikt. Deze trein vertrekt vanaf Perron 9¾ op King's Cross Station in Londen. Harry wordt al snel vrienden met Ron Wemel, de jongste zoon van een volbloed-tovenaarsfamilie, en Hermelien Griffel, een zeer intelligent meisje van 'Dreuzelouders' (niet magische mensen. Net zo snel vindt Harry een aartsvijand: Draco Malfidus. 
Op de school zijn vier afdelingen: Griffoendor, Huffelpuf, Ravenklauw en Zwadderich. De afdelingen zijn genoemd naar de vier oprichters van Zweinstein. Een pratende hoed, de Sorteerhoed, neemt een kijkje in het hoofd van de nieuwe leerling, en bepaalt dan bij welke afdeling de leerling het beste past. De hoed is eigenlijk van plan om Harry in te delen bij Zwadderich, de afdeling waar de meest onvriendelijke, slechte maar krachtige tovenaars en heksen worden ingedeeld. Harry smeekt om iets anders, alles behalve Zwadderich, en daarom deelt de hoed hem in bij Griffoendor. Hier zitten alle dappere en moedige leerlingen. Harry leert van alles over de toverwereld, de sport, de regels, maar vooral veel spreuken. Zo ontdekt hij ook wie wel en niet te vertrouwen zijn.
In de school blijkt een geheime ingang te zijn die leidt naar de Steen der wijzen, waarvan de eigenaar onsterfelijk kan worden. Deze ingang ligt op de derde verdieping van Zweinsten. Harry en zijn vrienden komen erachter dat iemand plannen heeft om de Steen te stelen. Hun hoofdverdachte wordt de leraar Toverdranken en afdelingshoofd van Zwadderich, Severus Sneep. In de achtervolging van de mogelijke dief weet het trio langs verscheidene hindernissen te komen. Wanneer de drie vrienden echter langs een magisch schaakbord komen, en moeten winnen, raakt Ron ernstig gewond. Ze winnen wel, maar doordat Ron zich heeft opgeofferd. Omdat Hermelien bij Ron wil blijven, moet Harry helemaal alleen verder. Harry komt uiteindelijk oog in oog met de leraar Verweer tegen de Zwarte Kunsten, Quirinus Krinkel. Krinkel onthult dat hij al het hele schooljaar achter de staan aanzit; Sneep probeerde Harry juist te beschermen. Krinkel onthult dan dat Voldemort bezit van zijn lichaam heeft genomen en als een parasiet op zijn achterhoofd leeft. Voldemort probeert Harry te gebruiken om de Steen te vinden, maar faalt en geeft Krinkel opdracht om de jongen te doden. Maar Harry weert Krinkel af en door het lichaamscontact vergaat Krinkels lichaam tot stof. Voldemort's schim vliegt door Harry heen, waardoor deze bewusteloos raakt. 
Harry wordt later wakker in het ziekenhuis van de school, en krijgt bezoek van Perkamentus. Perkamentus legt aan Harry uit dat Krinkel hem niet kon aanraken door de "liefde" van zijn toen al gestorven moeder (een oude vorm van magie).

## Rolverdeling
Indien van toepassing is ook de oorspronkelijke Engelse naam van het personage aangegeven.
| Acteur                                      | Personage                                   | Nasynchronisatie Nederlands    | Nasynchronisatie Vlaams   |
| ------------------------------------------- | ------------------------------------------- | ------------------------------ | ------------------------- |
| Daniel Radcliffe                            | Harry Potter                                | Trevor Reekers                 | Stef Aerts                |
| Emma Watson                                 | Hermelien Griffel / Hermione Granger        | Eveline Beens                  | Isabeau Sas               |
| Rupert Grint                                | Ron Wemel / Ron Weasley                     | Phil Rommy                     | Wouter Hendrickx          |
| Terence Bayler                              | De Bloederige Baron / The Bloody Baron      | Stille rol                     | Stille rol                |
| Sean Biggerstaff                            | Olivier Plank / Oliver Wood                 | Mitchell van den Dungen Bille  | Michaël Pas               |
| David Bradley                               | Argus Vilder / Argus Filch                  | Stan Limburg                   | Hans De Munter            |
| Richard Bremmer (lichaam) Ian Hart (stem)   | Heer Voldemort / Lord Voldemort             | Frederik de Groot              | Dirk Denoyelle            |
| John Cleese                                 | Haast Onthoofde Henk / Nearly Headless Nick | Edward Reekers                 | François Beukelaers       |
| Robbie Coltrane                             | Rubeus Hagrid                               | Hans Hoekman                   | Dirk Denoyelle            |
| Warwick Davis                               | Professor Banning / Filius Flitwick         | Reinder van der Naalt          | Walter Baele              |
| Alfred Enoch                                | Daan Thomas / Dean Thomas                   |                                |                           |
| Ray Fearon                                  | Firenze                                     | Leo Richardson                 |                           |
| Tom Felton                                  | Draco Malfidus / Draco Malfoy               | Sander van der Poel            | Thomas Van Praet          |
| Richard Griffiths                           | Herman Duffeling / Vernon Dursley           | Huib Broos                     | Wim Opbrouck              |
| Richard Harris                              | Albus Perkamentus / Albus Dumbledore        | Wim van Rooij                  | Jan Decleir               |
| Ian Hart                                    | Professor Krinkel / Professor Quirrell      | Tony Neef                      | Warre Borgmans            |
| Joshua Herdman                              | Karel Kwast / Gregory Goyle                 |                                |                           |
| John Hurt                                   | Meneer Olivander / Mister Ollivander        | Rob van de Meeberg             | François Beukelaers       |
| Matthew Lewis                               | Marcel Lubbermans / Neville Longbottom      | Max Beens                      |                           |
| Harry Melling                               | Dirk Duffeling / Dudley Dursley             | Remy Gieling                   |                           |
| Devon Murray                                | Simon Filister / Seamus Finnigan            |                                | Rob Teuwen                |
| James Phelps                                | Fred Wemel / Fred Weasley                   | Willem Rebergen (beide rollen) | Jonas Wyns (beide rollen) |
| Oliver Phelps                               | George Wemel / George Weasley               | Willem Rebergen (beide rollen) | Jonas Wyns (beide rollen) |
| Leslie Phillips (stem)                      | Sorteerhoed / Sorting Hat                   | Hero Muller                    | Koen De Bouw              |
| Chris Rankin                                | Percy Wemel / Percy Weasley                 | Rolf Koster                    |                           |
| Adrian Rawlins                              | James Potter                                | Stille rol                     | Stille rol                |
| Alan Rickman                                | Severus Sneep / Severus Snape               | Just Meijer                    | Vic De Wachter            |
| Fiona Shaw                                  | Petunia Duffeling / Petunia Dursley         | Marjolein Algera               | Camilia Blereau           |
| Maggie Smith                                | Minerva Anderling / Minerva McGonagall      | Paula Majoor                   | Leah Thys                 |
| Geraldine Somerville                        | Lily Potter                                 | Stille rol                     | Stille rol                |
| Verne Troyer (lichaam) Warwick Davis (stem) | Grijphaak / Griphook                        | Reinder van der Naalt          |                           |
| Luke Youngblood                             | Leo Jordaan / Lee Jordan                    |                                |                           |
| Julie Walters                               | Molly Wemel / Molly Weasley                 | Karin Bloemen                  | Ann Van den Broeck        |
| Zoë Wanamaker                               | Madame Hooch                                | Marjolijn Touw                 | Anke Helsen               |
| Jamie Waylett                               | Vincent Korzel / Vincent Crabbe             |                                |                           |
| Bonnie Wright                               | Ginny Wemel / Ginny Weasley                 | Kirsten Fennis                 | Isabeau Sas               |

## Achtergrond

### Productie
In 1999 verkocht Rowling de filmrechten van de eerste vier Harry Potterboeken voor een prijs van een miljoen pond, op voorwaarde dat de acteurs Brits zouden zijn, om de culturele integriteit tussen het boek en de film gelijk te houden. Dit lukte uiteindelijk, met uitzondering van een aantal acteurs. Zo werd Harry's tante Petunia gespeeld door de Ierse Fiona Shaw en werd Albus Perkamentus gespeeld door de eveneens Ierse acteur Richard Harris.
Aanvankelijk werd er met Steven Spielberg onderhandeld om de film te regisseren, maar hij besloot het niet te doen. Spielberg wilde namelijk dat het een animatiefilm zou gaan worden, met de Amerikaanse acteur Haley Joel Osment als de stem van Harry. Volgens Spielberg zou een normale film met acteurs enkel veel geld opbrengen, en hij had liever een uitdaging.
Rowlings eerste keuze als regisseur was oorspronkelijk Terry Gilliam, maar Warner Bros. koos uiteindelijk voor Chris Columbus vanwege zijn schrijfprestaties bij de film Young Sherlock Holmes uit 1985. Columbus had al ervaring met het werken met kindacteurs, hij regisseerde de eerste twee Home Alone-films met Macaulay Culkin in de hoofdrol. De film Young Sherlock Holmes vertoont een aantal gelijkenissen met de Harry Potterfilm, ook in die film spelen namelijk drie acteurs de hoofdrol die ieder qua eigenschappen nogal lijken op Harry, Ron en Hermelien. Scènes uit Young Sherlock Holmes werden gebruikt om de acteurs voor deze eerste film te casten. In 2000 werden uiteindelijk de vrijwel onbekende acteurs Daniel Radcliffe, Emma Watson en Rupert Grint gekozen uit duizenden anderen om de hoofdrollen te spelen.

### Muziek
De muziek voor de film werd gecomponeerd door John Williams, bekend van Jurassic Park, Jaws en Star Wars. Het album met de filmmuziek werd op 30 oktober 2001 uitgebracht onder het label Atlantic.

### Nederlandstalige nasynchronisatie
Harry Potter en de Steen der Wijzen heeft zowel in de originele versie als in de Nederlands nagesynchroniseerde versie in de bioscoop gedraaid. Onder de acteurs die hun stem leenden aan de personages zaten onder meer Karin Bloemen, Tony Neef, Marjolijn Touw, Hans Hoekman, Sander van der Poel, Wim van Rooij en Stan Limburg.
In de Vlaams ingesproken versie zijn de stemmen van acteurs Michael Pas, Camilia Blereau, Wim Opbrouck, Leah Thys en Vic De Wachter en de komedianten Dirk Denoyelle en Walter Baele te horen.

### Verwijderde scènes
De dvd-versie van de film bevat veel verwijderde scènes die het niet haalden voor de uiteindelijke film. Veel kopers van de dvd dachten dat ze misleid waren omdat de scènes nergens te vinden waren. Het bleek dat de scènes toegevoegd zijn als een soort Easter egg, ze zijn enkel toegankelijk wanneer men een aantal vragen beantwoordt over het verhaal.

### Verschillen met het boek
Er zijn enkele personages die wel in het boek voorkomen, maar niet in de film:
- Toen de Duffelingen samen met Harry Potter naar de dierentuin gingen, kwam ook een jongetje genaamd Pieter mee. In de film komt die niet voor.
- In het boek komt ook een personage genaamd Foppe de Klopgeest voor, in de film komt die alleen voor in een verwijderde scène.
- Tijdens Harry's eerste bezoek aan de Wegisweg ging Harry naar de winkel Madame Mallekin, Gewaden voor Alle Gelegenheden. In de film komt deze scène niet voor.
- In het boek brengt Herman Harry naar Perron 9¾. In de film doet Hagrid dit.
- In het boek moet Harry, voordat hij bij de spiegel van Neregeb aankomt, een drankje drinken om door vlammen te kunnen lopen. In de film niet.

## Prijzen en nominaties
Harry Potter en de Steen der Wijzen werd in totaal genomineerd voor 62 prijzen, waaronder drie Academy Awards in de categorieën "Best Art Direction-Set Decoration", "Best Costume Design" en "Best Music, Original Score". De film won uiteindelijk de volgende 13 prijzen:
2001:
- De Bogey Award in Titanium

2002:
- De Saturn Award voor beste kostuums
- De BMI Film Music Award
- De Critics Choice Award voor beste familiefilm – live action
- De Artios voor Best Casting for Feature Film, Comedy
- De CDG Award voor Excellence in Costume Design for Film - Period/Fantasy
- De Evening Standard British Film Award voor Best Technical/Artistic Achievement
- De Sierra Award voor beste familiefilm
- De PFCS Award voor beste familiefilm
- De Special Achievement Award van de Satellite Awards voor Outstanding New Talent
- De Young Artist Award voor Best Performance in a Feature Film - Leading Young Actress (Emma Watson)
- De Young Artist Award voor Most Promising Young Newcomer (Rupert Grint)

2006:
- De Special Award van de Empire Awards

## Trivia

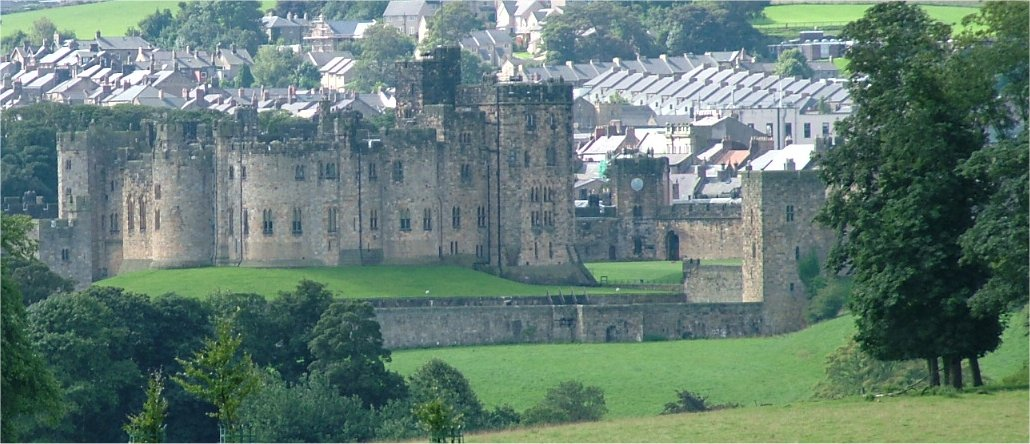
Alnwick Castle, de filmlocatie van Zweinstein

- De kathedraal van Gloucester werd gebruikt om de Zweinstein-scènes in op te nemen. Er was veel protest tegen die opnamen, de lokale kranten kregen veel ingezonden brieven van mensen die afkeurend schreven over Harry Potter, zo zou het blasfemie zijn. Ook zou een groot aantal mensen de toegang van de kathedraal blokkeren voor de filmploeg. Uiteindelijk daagden slechts enkelen op.
- Voor de opnamen van Perron 9¾, de toegangspoort voor het perron van de Zweinsteinexpres, werden eigenlijk de perrons 4 en 5 gebruikt. Tegenwoordig hangt er een "Perron 9¾"-bordje op het station, speciaal voor fans.
- Tim Roth zou aanvankelijk de rol van Severus Sneep op zich nemen, maar hij besloot uiteindelijk te kiezen voor een rol in Planet of the Apes.
- In deze eerste film praat Voldemort op fluistertoon. Omdat de meeste Vlaamse acteurs wisten dat fluisteren de stem kan schaden, wou niemand dit inspreken. Uiteindelijk ging de rol naar Dirk Denoyelle omdat hij makkelijk stemmen kan imiteren. Dirk hernam de rol voor toekomstige films.